# 230 Атамантіс
230 Атамантіс (230 Athamantis) — астероїд головного поясу, відкритий 3 вересня 1882 року у Боткампі, Німеччина.